# Leptocleidus
Leptocleidus (лат., от др.-греч. λεπτός «тонкий» и κλείς «ключица») — мелкий примитивный плиозавр раннемеловой эпохи. Возможно, происходит от раннеюрских ромалеозавров. 
Описан Чарльзом Эндрюсом в 1922 году на основании фрагментарных остатков из раннего мела Англии. Название отражает строение плечевого пояса.

## Описание
Ключица и межключица крупные, лопатка небольшая. Череп небольшой, треугольный, длиной около 30 см, с развитым сагиттальным гребнем, идущим вдоль всей верхней поверхности черепа. Зубы немногочисленные (21 пара на верхней челюсти, 35 — на нижней). Рёбра одноголовчатые. 13—24 шейных позвонков, около 20 туловищных. По-видимому, питался разнообразной добычей — как рыбой, так и более крупными водными позвоночными, падалью. Мог обитать в лагунах и пресных водах. В длину не превышал 3 метров. Недавнее[какое?] исследование скелета молодой особи около 1 метра длиной показало значительную подвижность шеи (в отличие от других плезиозавров).

## Распространение
Типовой вид — Leptocleidus superstes (Andrews 1922), из раннего мела (готерив — баррем) Сассекса в Англии. Известны остатки из раннего мела острова Уайт. Это очень мелкое животное, не более 2 метров длиной. В 1911 году Эндрьюз описал частичный скелет с неполным черепом из валанжина Южной Африки как «Plesiosaurus» capensis, позднее выделенный в род Peyerus. Сейчас этот вид также относят к роду Leptocleidus. Наконец, в 1997 году три почти полных скелета Leptocleidus, отнесённых к особому виду Leptocleidus clemai, были описаны из одновозрастных отложений Западной Австралии. Этот вид — самый крупный, до 3 метров длиной. Нельзя исключить, что все три вида относятся к географическим вариациям типового вида.
Так называемый «Эрик» — полный скелет мелкого плиозавра из раннего мела (апт — альб) Кубер Педи в Южной Австралии одно время считался ещё одним представителем данного рода. Прозвище было дано в честь Эрика Айдла из «Монти Пайтон». В настоящее время этот плиозавр выделен в особый род и вид Umoonasaurus demoscyllus. Умуназавр отличался мелкими размерами — не более 2,5 метров в длину и необычным развитием зазубренных гребней на черепе.

## Таксономия
По-видимому, Leptocleidus представляли реликтовую ветвь примитивных плиозавров, дожившую до середины мела преимущественно в Южном полушарии. Эта группа вымерла после появления поликотилид — возможно, экологически близких короткошеих эласмозавров.
Последние исследования[какие?] показывают близость Leptocleidus к поликотилидам, а обеих этих групп — к ромалеозаврам и плиозаврам.